# Clericis laicos

Герб римского папы Бонифация VIII

«Clericis laicos» (с лат. — «духовники миряне») — булла римского папы Бонифация VIII, датированная 24 февраля 1296 года, категорически (с угрозой отлучения) запрещавшая духовенству— платить подати мирянам, мирянам — требовать таких платежей у духовенства без специального соизволения римской курии.
Как и все папские буллы, «Clericis laicos» получила название по первым словам текста «Clericis laicos infestos oppido tradit antiquitas…».

## История
Когда духовенство Франции и Англии принесло папе жалобу на французского короля Филиппа IV Красивого и короля Англии Эдуарда I, которые облагали их податями, Бонифаций издал 24 февраля 1296 года буллу «Clericis laicos», в которой пригрозил отлучением всякому, кто обложит духовенство без согласия папы. Эдуард I уступил, но Филипп IV ответил запрещением вывоза из Франции благородных металлов (золота и серебра); папа, таким образом, лишался видной статьи дохода. Обстоятельства были за французского короля — и папа уступил: издал новую буллу, аннулировавшую предыдущую, и даже в знак особого благоволения в 1297 году канонизовал покойного деда короля, Людовика IX, — через 27 лет после поданного французами прошения.
В 1298 году британский и французский монархи предложили Бонифацию роль третейского судьи в их взаимных распрях, но когда постановленное им решение пришлось не по вкусу Филиппу IV, тот просто оставил его без внимания.
Бонифаций отправил новую буллу, которая кончалась словами: «не думай, что ты не подчинен никому, ни даже главе иерархии; так может думать только безумец или нехристь». Филипп сжёг бумагу и отвечал: «Филипп, милостью Божией король французов, Бонифацию, мнящему себя верховным владыкой. Да будет известно вашему нахальству, что, как светская власть, мы никому не подчинены; кто думает иначе, тот бездельник и дурак». Созванному в Рим церковному собору из французских прелатов Филипп противопоставил собор из баронов, прелатов и городов, которые заявили папе, что в светских делах они, кроме бога, подчинены только королю, получившему свою власть божьей милостью.
Бонифаций ответил 18 ноября 1302 года знаменитой буллой, «Unam Sanctam» (всякая тварь подчинена папе), отлучил Филиппа от церкви, объявил его сверженным с престола и предложил французскую корону немецкому императору Альбрехту I. Французский король, со своей стороны, обвинил папу в нечестии, симонии, развратной жизни и пригрозил ему церковным собором. В то же время он отправил в Италию главу французских легистов, канцлера Гийома Ногарэ, с поручением захватить папу и отвезти его в Лион.